# Sopoșîn, Jovkva
Sopoșîn (în ucraineană Сопошин) este o comună în raionul Jovkva, regiunea Liov, Ucraina, formată numai din satul de reședință.

## Demografie
Componența lingvistică a comunei Sopoșîn
     Ucraineană (99,66%)
     Alte limbi (0,2%)
Conform recensământului din 2001, majoritatea populației comunei Sopoșîn era vorbitoare de ucraineană (99,66%), existând în minoritate și vorbitori de alte limbi.